# Fritz Klingenberg

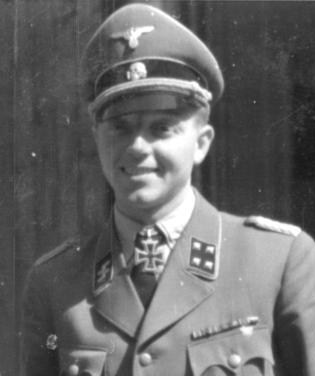
Fritz Klingenberg im Rang SS-Stubaf und mit Ritterkreuz im Juni 1943

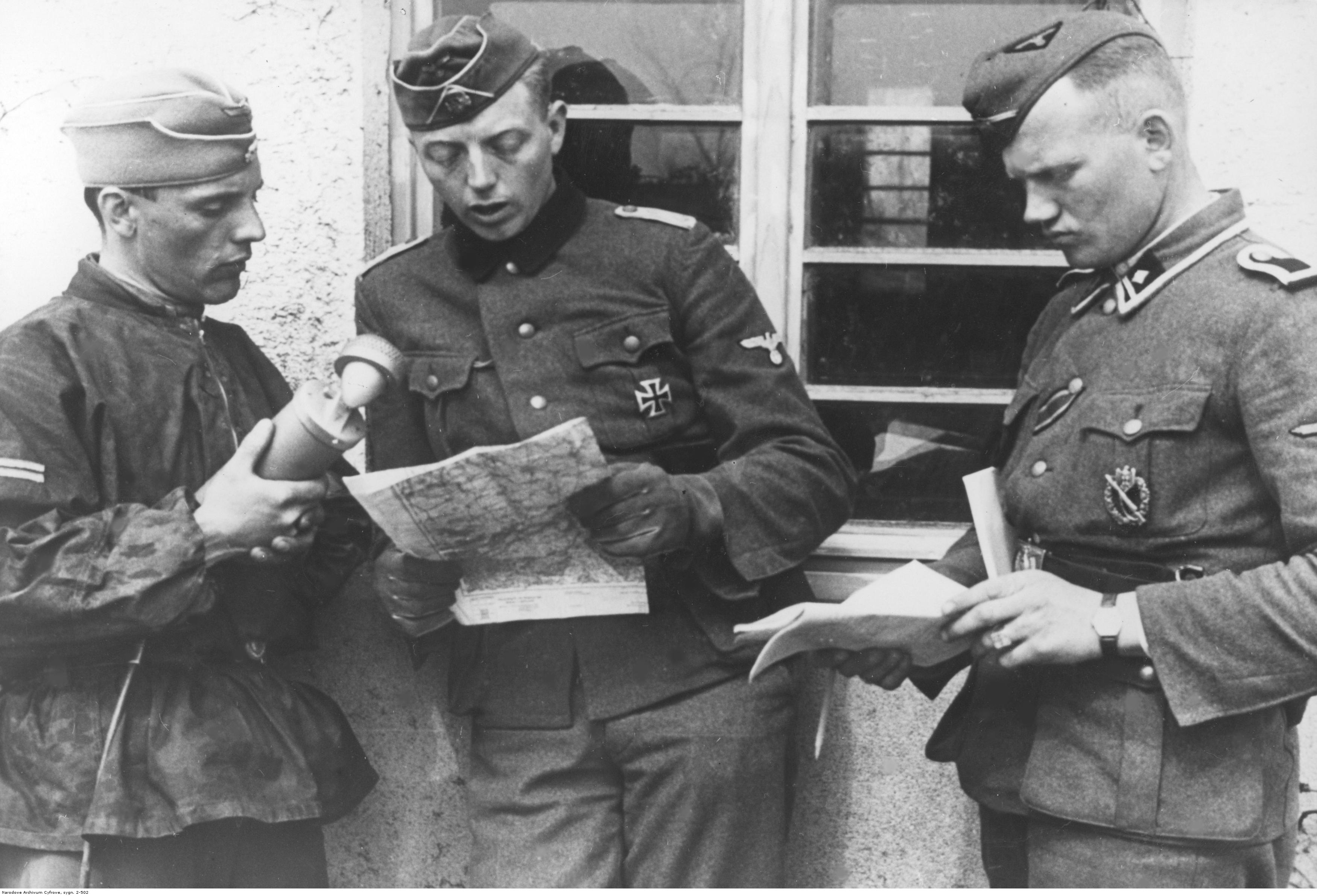
Fritz Klingenberg bei einem Propaganda-Interview im April 1941

Fritz Paul Heinrich Otto Klingenberg (* 17. Dezember 1912 in Rövershagen; † 24. März 1945 in Herxheim bei Landau/Pfalz) war ein deutscher Offizier der SS im Zweiten Weltkrieg, zuletzt im Rang eines SS-Oberführers.

## Leben
Fritz Klingenberg wuchs in Mecklenburg auf und schloss die Schule mit Abitur ab. Zum 1. Dezember 1931 trat er in die NSDAP ein (Mitgliedsnummer 851.328). Im April 1934 brach er ein Chemiestudium in Rostock ab und trat kurz nach der Aufstellung als Freiwilliger in die SS-Verfügungstruppe ein (SS-Nummer 51.487). Kurze Zeit später wurde er in den ersten Lehrgang an der neu geschaffenen Kadettenschule in Bad Tölz aufgenommen und blieb dort bis 1935.
Als Offizier diente er erst in den SS-Standarten „Deutschland“ und „Germania“. Später diente er in der SS-Division Das Reich. 1939 zum SS-Hauptsturmführer befördert nahm er an der Eroberung von Österreich, dem Sudetenland und der Tschechoslowakei teil. Während des Überfalls auf Polen diente er als Stabsoffizier, u. a. als Adjutant von Paul Hausser und IIa bei der SS-Inspektion, und erhielt beide Klassen des Eisernen Kreuzes. Dort erhielt er als SS-Hauptsturmführer in der Position während des Balkan-Feldzugs als Chef der 2. Kompanie beim SS-Kradschützen-Bataillon, der er seit Herbst 1940 war, Mitte Mai 1941 das Ritterkreuz des Eisernen Kreuzes verliehen. Kurz danach war er beim Besuch Heinrich Himmlers im KZ Mauthausen anwesend.
Das Ritterkreuz erhielt er für die „Einnahme“ von Belgrad Anfang 1941. Bei dem Vorstoß seiner Einheit tief in Feindesland erreichte er am Morgen des 12. April 1941 nach einem Übersetzen über die Donau, da die Brücken gesprengt waren, das von einem vorhergegangenen Luftangriff im Chaos versunkene Belgrad mit einem Resttrupp von 6 Mann. Nach einem kurzen Feuergefecht konnte der Trupp mit mehreren gefangengenommenen jugoslawischen Soldaten das Stadtzentrum erreichen. Er ließ eine deutsche Flagge hissen und gab dem Bürgermeister der Stadt zu verstehen, dass er einen Stoßtrupp befehligen würde und je nach Ausgang der Unterredung Luftunterstützung möglich wäre. Anschließend erfolgte gegen 18:45 Uhr die bedingungslose Übergabe der Stadt. Mit den sechs Mann wurde die Bewachung der knapp 1000 gefangengenommenen Soldaten organisiert. Zusätzlich gab er den Befehl an serbische Pioniereinheiten, die Überfahrt per Boot für die am Ufer stehenden deutschen Truppen durchzuführen. So erreichte in der Nacht die Unterstützung durch die Panzergruppe von Kleist Belgrad. Anschließend wurde diese Aktion propagandistisch verwendet und erhielt den Titel Handstreich auf Belgrad.
Er wurde Kommandeur des SS-Kradschützen-Bataillons. Anfang 1942 erkrankte er an Ruhr, sein Kommando wurde von Christian Tychsen übernommen und er wurde zurück nach Deutschland geschickt. Nach seiner Genesung war er an der SS-Junkerschule Bad Tölz eingesetzt. Ab Anfang 1943 war er Kommandeur der 2. Kompanie des SS-Panzer-Regiments 2.
Ende April 1944 erhielt er als SS-Obersturmbannführer (seit Ende 1943) in der SS-Division Das Reich das Deutsche Kreuz in Gold verliehen.
Von Januar bis März 1945 übernahm Klingenberg, zuvor zum SS-Standartenführer befördert, als Vertretung für Werner Ostendorff das Kommando der 17. SS-Panzergrenadier-Division Am 24. März 1945 wurde er bei der Rheinüberquerung auf dem linken Rheinufer bei Herxheim tödlich verwundet. Postum wurde er zum SS-Oberführer ernannt.
Er wurde auf einem Soldatenfriedhof in Andilly, Frankreich, beerdigt.